# 週末だけの恋人
『週末だけの恋人』（しゅうまつだけのこいびと）は、1984年7月4日から1984年8月29日まで、毎日放送制作・TBS系列にて放映されたテレビドラマ。
放送時間は毎週水曜日22:00～22:54。全9話。

## 概要・内容
きもの学院で着物の着付け教師をしている園江は、厚司と一年前に離婚、その厚司は冴子と一緒に暮らしている。園江には息子の陽一を厚司の元へ月二日間だけ返すという約束があり、その二日間だけは園江は一人だけとなって寂しさを痛感していた。ある日寂しさを紛らすため行ったスナックで晋平と知り合う。しかし園江はディスコ帰りに車にはねられ、後日、その車を運転していた信彦と会い、そして信彦が妻子持ちと知りながら園江は恋におちる。

## キャスト
- 藤野園江：泉ピン子
- 茂田晋平：笑福亭鶴瓶
- 宮原信彦：竜雷太
- 宮原友梨（信彦の妻）：山口果林
- 竹中早苗：坂上味和 - きもの学院の生徒
- 双葉美鈴：叶和貴子 - きもの学院で園江の同僚教師
- 藤野陽一（園江の息子）：亀山浩樹
- きもの学院・稲垣学院長：あき竹城
- 野田冴子：浅野ゆう子 - スイミングスクールのインストラクターで、厚司の再婚相手
- 野田厚司：矢崎滋
- 野田邦夫：川谷拓三 - 厚司の兄で、刑事
- 堀辺：上原謙 - 園江の家の大家
- 内田さゆり
- 笹井貴子：黛ジュン - 園江の友人
- 楳図：レツゴーじゅん - ホテトルを経営（第6話出演）

## 主題歌
- 山崎ハコ「町よ」[2]

## スタッフ
- 脚本：小林竜雄[2]
- 演出：鈴木晴之[2]
- 制作：松竹芸能[2]、毎日放送[2]

## サブタイトル
1. 1984年7月4日 「真夜中の出逢い」
2. 1984年7月11日 「息子のいなくなる日」
3. 1984年7月18日 「初めての体験」
4. 1984年7月25日 「予期せぬ訪問者」
5. 1984年8月1日 「ひみつの隠れ家へ」
6. 1984年8月8日 「忘れられない日」
7. 1984年8月15日 「危険な匂い」
8. 1984年8月22日 「思いがけない反乱」
9. 1984年8月29日 「喜びも哀しみも･･･」